# Rhorus caucasicus
Rhorus caucasicus là một loài tò vò trong họ Ichneumonidae.